# Marokkaanse architectuur

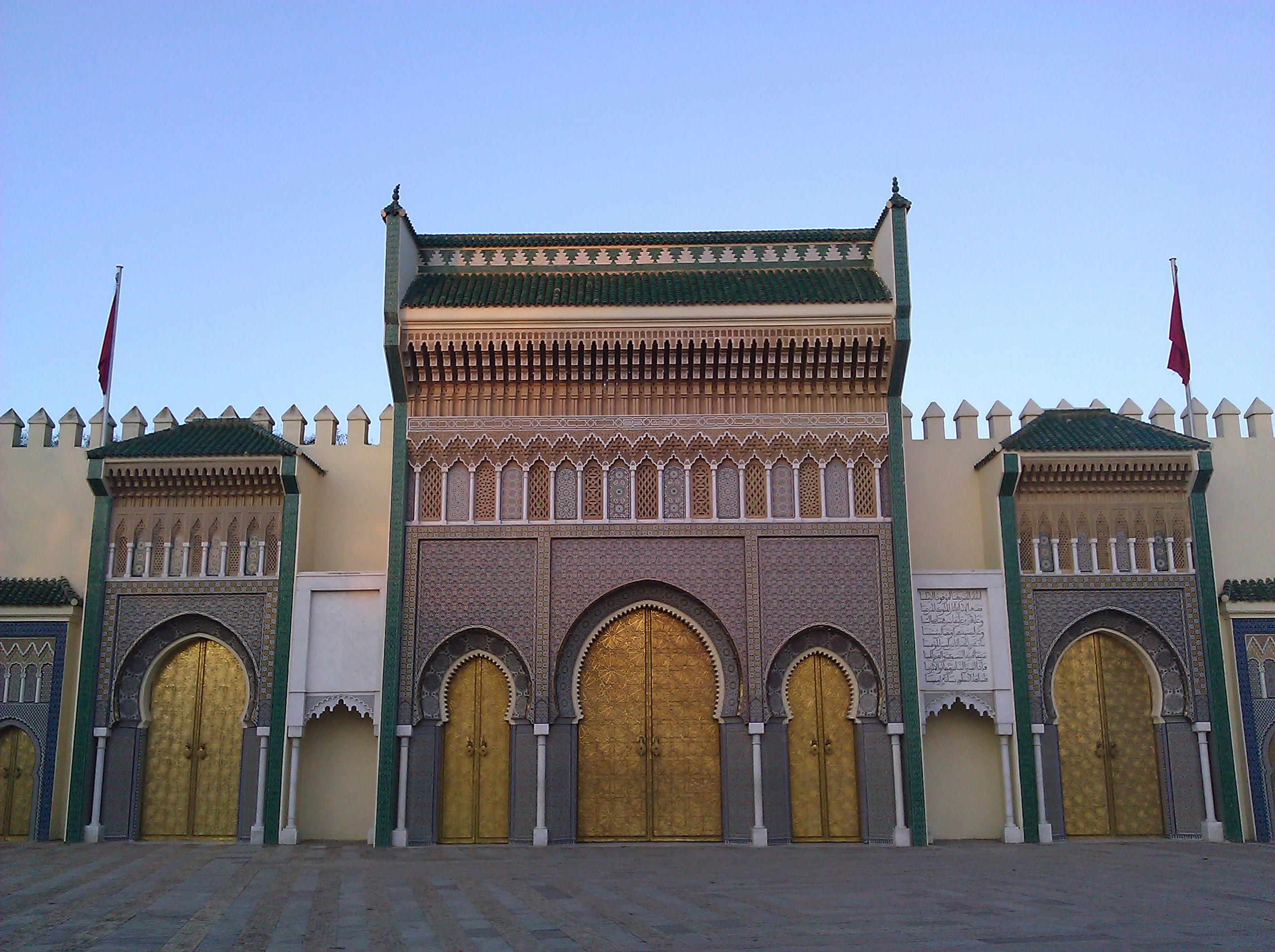
Koninkrijk Paleis in Fes.

De Marokkaanse architectuur omvat verschillende constructies die in verschillende perioden zijn gebouwd en zijn ontwikkeld door de lokale Berberse volkeren in Marokko. De meest opvallende stijl in dit land is de lokale Moorse architectuur.
Veel van de traditionele architectuur van Marokko wordt gekenmerkt door de stijl die zich ontwikkelde tijdens de islamitische periode, vanaf de 7e eeuw. Deze architectuur maakte deel uit van een bredere traditie van "Moorse" of westerse islamitische architectuur, die zowel de Maghreb (Marokko, Algerije en Tunesië) als Al-Andalus (het islamitische Spanje en Portugal) kenmerkte. Het vermengde invloeden van de Amazigh (Berber) cultuur in Noord-Afrika, pre-islamitisch Spanje (Romeins, Byzantijns en Visigotisch), en hedendaagse artistieke stromingen in het islamitische Midden-Oosten om een unieke stijl te ontwikkelen door de eeuwen heen met herkenbare kenmerken zoals de hoefijzerboog, riad tuinen, en uitgebreide geometrische en arabeske motieven in hout, gesneden stucwerk, en zellij tegelwerk.
Hoewel de Marokkaanse Amazigh-architectuur niet strikt gescheiden is van de rest van de Marokkaanse architectuur, zijn veel structuren en architectonische stijlen duidelijk geassocieerd met traditioneel Amazigh of door Amazigh gedomineerde regio's zoals het Atlasgebergte en de Sahara en pre-Sahara. Deze meestal landelijke regio's worden gekenmerkt door talrijke kashba's (forten) en ksour (versterkte dorpen), gevormd door de lokale geografie en sociale structuren, waarvan Aït-Ben-Haddou een van de beroemdste is. Ze zijn meestal gemaakt van aangestampte aarde en versierd met lokale geometrische motieven. Verre van geïsoleerd te zijn van andere historische artistieke stromingen om hen heen, pasten de Amazigh volkeren van Marokko (en in heel Noord-Afrika) de vormen en ideeën van de islamitische architectuur aan hun eigen omstandigheden aan en droegen op hun beurt bij aan de vorming van de westerse islamitische kunst, met name tijdens hun politieke overheersing van de regio gedurende de eeuwen van Almoraviden, Almohaden en Mariniden.
Moderne architectuur in Marokko omvat veel voorbeelden van vroeg 20e-eeuwse Art Deco en lokale neo-Moorse architectuur, gebouwd tijdens de Franse en Spaanse koloniale bezetting van het land tussen 1912 en 1956 (of tot 1958 voor Spanje).  In de latere 20e eeuw, nadat Marokko zijn onafhankelijkheid had herwonnen, bleven sommige nieuwe gebouwen hulde brengen aan de traditionele Marokkaanse architectuur en motieven (zelfs wanneer ze door buitenlandse architecten waren ontworpen), zoals wordt geïllustreerd door het Mausoleum van Koning Mohammed V (voltooid in 1971) en de enorme Hassan II-moskee in Casablanca (voltooid in 1993). Modernistische architectuur is ook duidelijk zichtbaar in hedendaagse constructies, niet alleen voor gewone alledaagse bouwwerken, maar ook in grote prestigeprojecten.